# 釜石港
釜石港（かまいしこう）は、岩手県釜石市にある港湾である。港湾管理者は岩手県。港湾法上の重要港湾、港則法上の特定港に指定されている。また、第3種漁港である釜石漁港との区域が重複するいわゆる二重指定港である。

## 概要
岩手県南東部の三陸地方に位置し、太平洋に面する港。釜石は三陸の一漁村だったが、明治以降鉄鋼業の発展とともに港湾が整備された。
1878年（明治5年）に、釜石港を対象に、測量から製図まで日本人のみによる日本で最初の海図「陸中国釜石港之図」が作成された。釜石港が海図第1号であった理由は、当時開港していた東京港と函館港を結ぶ航路の中間補給地点として重要な港であったこと、高炉による銑鉄の生産に成功しており、官営製鉄所建設の直前であったことが考えられる。1880年（明治7年）に官営釜石製鐵所が建設されたことにより、船舶による移出入が急増し、三陸海岸の中心的港となった。
港湾貨物量は、製鐵所の拡大とともに急増し、1922年（大正11年）に内務省の指定港湾となった。1932年（昭和7年）には臨港鉄道と桟橋2基が築造され、1万トン級船舶が入港できるようになり、1934年（昭和9年）には岩手県最初の開港となっている。1896年、1933年、1960年の大津波の襲来、1945年の艦砲射撃などで、釜石港は大きな被害を受けたが、その都度修築工事が行われてきた。2003年（平成15年）4月にリサイクルポートに指定され、鉄スクラップ転送事業など現在操業の開始している事業の他、新規事業も検討されている。
釜石港は過去3度の大津波の経験を生かして世界で最も深い水上ケーソンを建設して、津波や台風からの浸水被害を防ぐための防波堤を建てていたが、2011年3月に発生した東日本大震災による巨大地震と大津波による浸水被害で決壊。市街地の浸水被害をもたらす結果となり、世界最大規模の防波堤であっても巨大津波は防ぎきれないという教訓を残した。これらの経緯は釜石港湾口防波堤参照。
震災後は施設復旧と寄港船誘致による復興に努めている。2017年には、海上コンテナ荷役に使われるガントリークレーンが、復興支援として大阪府から無償譲渡され、設置された。2018年初時点で、日本国内の京浜港のほか、韓国の釜山港、中国の上海港や寧波港との定期貨物航路が開設されている。

釜石港と釜石市中心部周辺の空中写真。1977年撮影の8枚を合成作成。
。

## 沿革
- 1922年（大正11年） 内務省の指定港湾となる。
- 1934年（昭和9年） 釜石港が開港される。税関支所設置。
- 1951年（昭和26年） 重要港湾に指定される。
- 1960年（昭和35年） チリ地震津波の襲来。
- 2002年（平成14年） コンテナ取扱開始。
- 2003年（平成15年） リサイクルポート（総合静脈物流拠点港）に指定される。
- 2008年（平成20年） 釜石港湾口防波堤完成。
- 2010年（平成22年） 釜石港湾口防波堤がギネス世界記録認定。
- 2011年（平成23年） 東日本大震災が発生。